# Sulafa Khalid Mohamed Ali
 Sulafa Khalid Mohamed Ali (en árabe: سلافة خالد محمد علي‎; 24 de octubre de 1964, Jartum) es una pionera de la cardiología pediátrica en Sudán.

## Biografía
Sulafa Khalid Mohamed Ali entre 1980 y 1983 terminó en sus estudios en Khartoum North High School. Más tarde obtuvo una Licenciatura en Medicina y una Licenciatura en Cirugía de la Facultad de Medicina de la Universidad de Jartum en 1989. En 1995, fue nombrada miembro del Royal College of Paediatrics and Child Health y se convirtió en miembro en 2006. 

## Carrera
Sulafa Khalid comenzó su formación médica como funcionaria interina en el Hospital Universitario de Jartum entre 1990 y 1991, para después convertirse en pediátrica residente de 1991a 1993. En 1993, se mudó a Arabia Saudita para incorporarse al Hospital de las Fuerzas de Seguridad de Riad, como pediátrica residente, antes de incorporarse al Hospital Príncipe Salman de Riad en 1997 como especialista pediátrica. Luego  en 1999 se incorporó al Centro Cardíaco Rey Abdul-Aziz  como Consultora asistente y becaria de cardiología pediátrica. Regresó a Sudán para trabajar en el Sudan Heart Center y en el Hospital Infantil Jafar Ibn Ouf como cardióloga pediátrica consultora desde julio de 2004 y como profesora asistente en la Facultad de Medicina de la Universidad de Jartum.En julio de 2008 fue ascendida a profesora asociada y posteriormente a profesora en julio de 2012 en el Departamento de Pediatría y Salud Infantil de la Universidad de Jartum.
Ha llevado a cabo esfuerzos de manejo de enfermedades valvulares cardíacas en numerosas áreas remotas de Sudán con gran éxito recaudando dinero y utilizando fondos para investigación. En 2012, fundó el Programa de becas de cardiología pediátrica en la Junta de Especialización Médica de Sudán. Junto con el Ministerio Federal de Salud, creó un programa para controlar las valvulopatías en 2012. Además del Comité de Expertos de la OMS en Cardiopatías Reumáticas es miembro de varios otros grupos científicos nacionales e internacionales.
Es la creadora y presidenta del Programa de Control de Enfermedades Reumáticas del Corazón de Sudán y de la Sociedad Sudanesa del Corazón para Niños, una organización sin fines de lucro que apoya a niños con enfermedades cardíacas.También ha sido presidenta de la Red Panafricana de Cardiopatías Congénitas y Pediátricas desde 2022.

## Premios y reconocimientos
- En 2022 recibió el Premio de Defensa de la Federación Mundial del Corazón.[2]
- Durante la 67.ª reunión del Comité Regional de la OMS para el Área del Mediterráneo Oriental en El Cairo, Egipto, en octubre de 2020, recibió el Premio del Estado de Kuwait para el Control del Cáncer, las Enfermedades Cardiovasculares y la Diabetes en la Región del Mediterráneo Oriental por su importante contribución en el campo de las enfermedades cardiovasculares.[12][13]
- En 2007 Miembro del American College of Cardiology.[1]
- En 2006  elegida miembro del Royal College of Paediatrics and Child Health.
- Premio de Joven Investigadora Distinguida del Hospital de las Fuerzas de Seguridad de Riad en 1996.

- Premio de Medicina Comunitaria de la Facultad de Medicina de la Universidad de Jartum en 1988 y el de Pediatría en 1989.